# Sala Kolumnowa w Sejmie

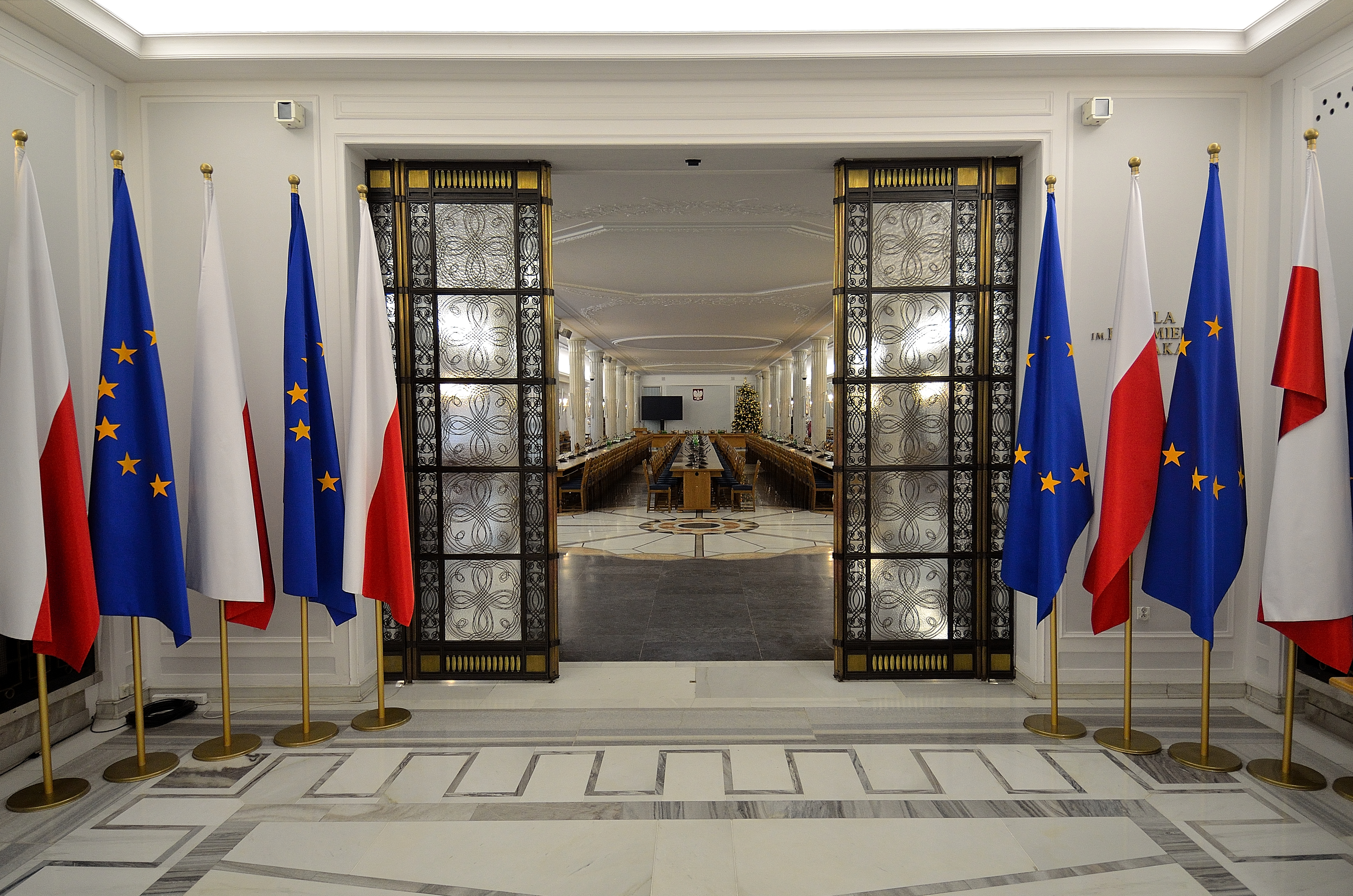
Główne wejście do Sali Kolumnowej widziane z Holu Głównego, widoczna ozdobna metalowa krata

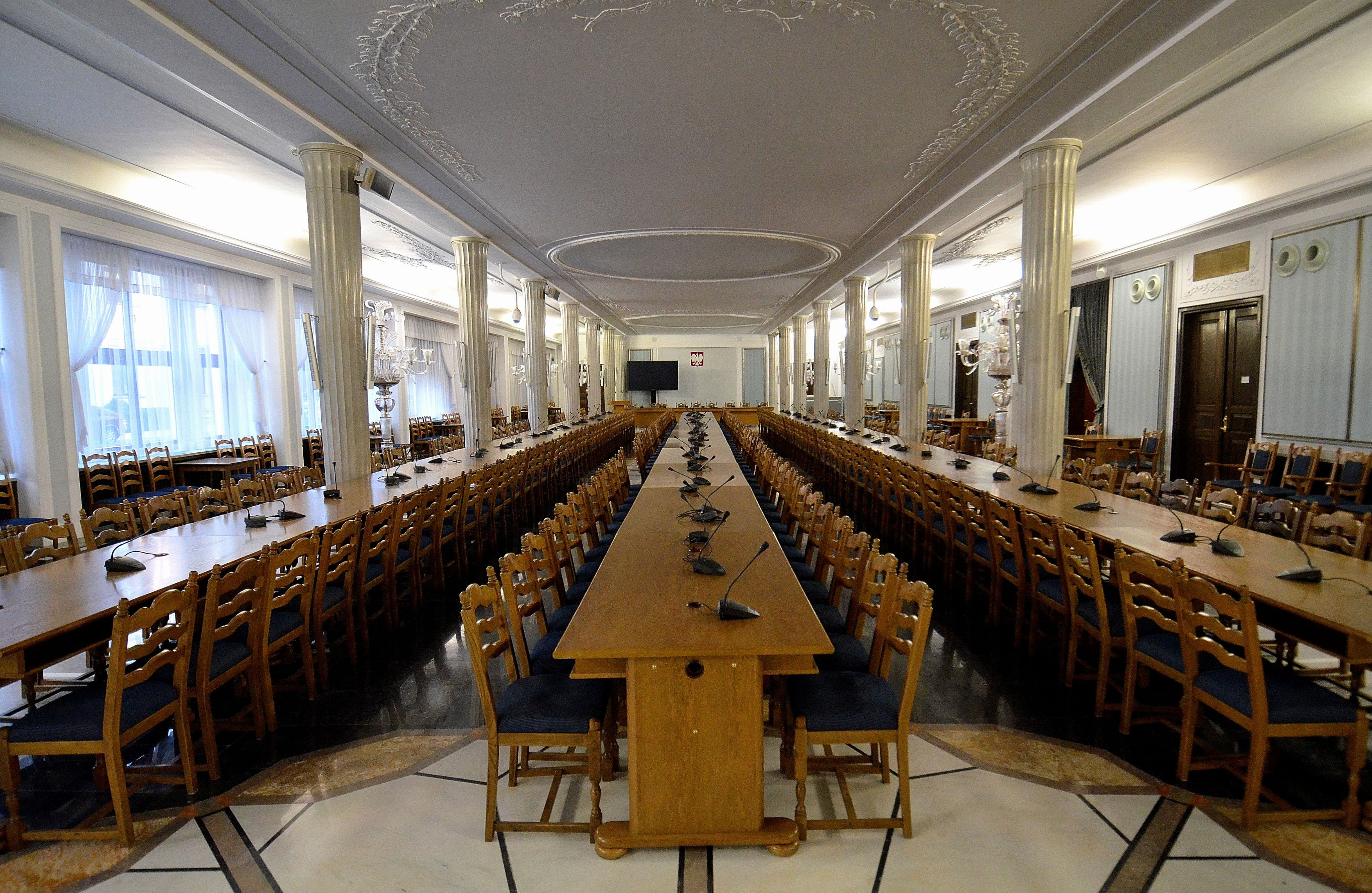
Wnętrze sali, widok od strony głównego wejścia w kierunku stołu prezydialnego

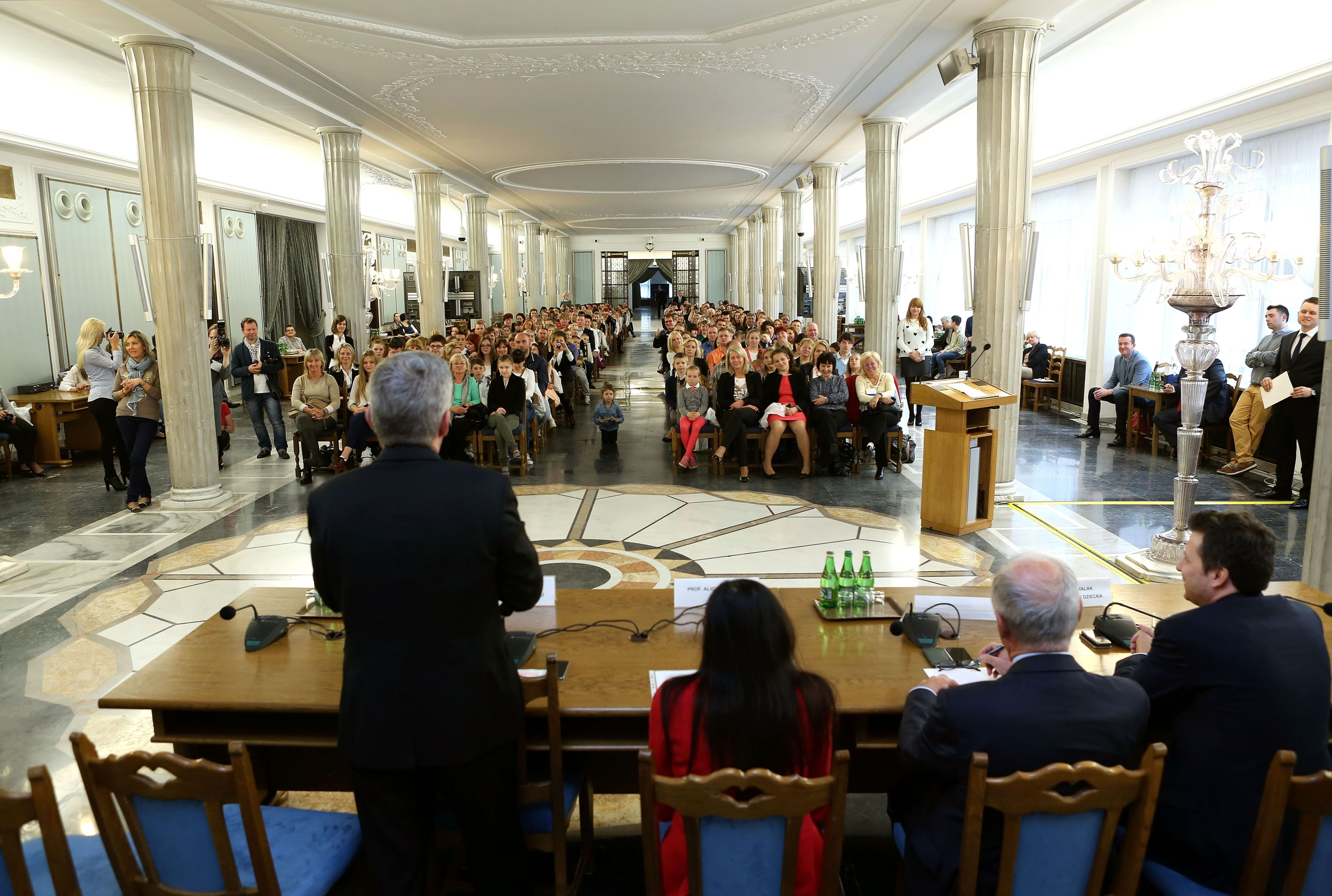
Wnętrze sali, widok od strony stołu prezydialnego w kierunku głównego wejścia

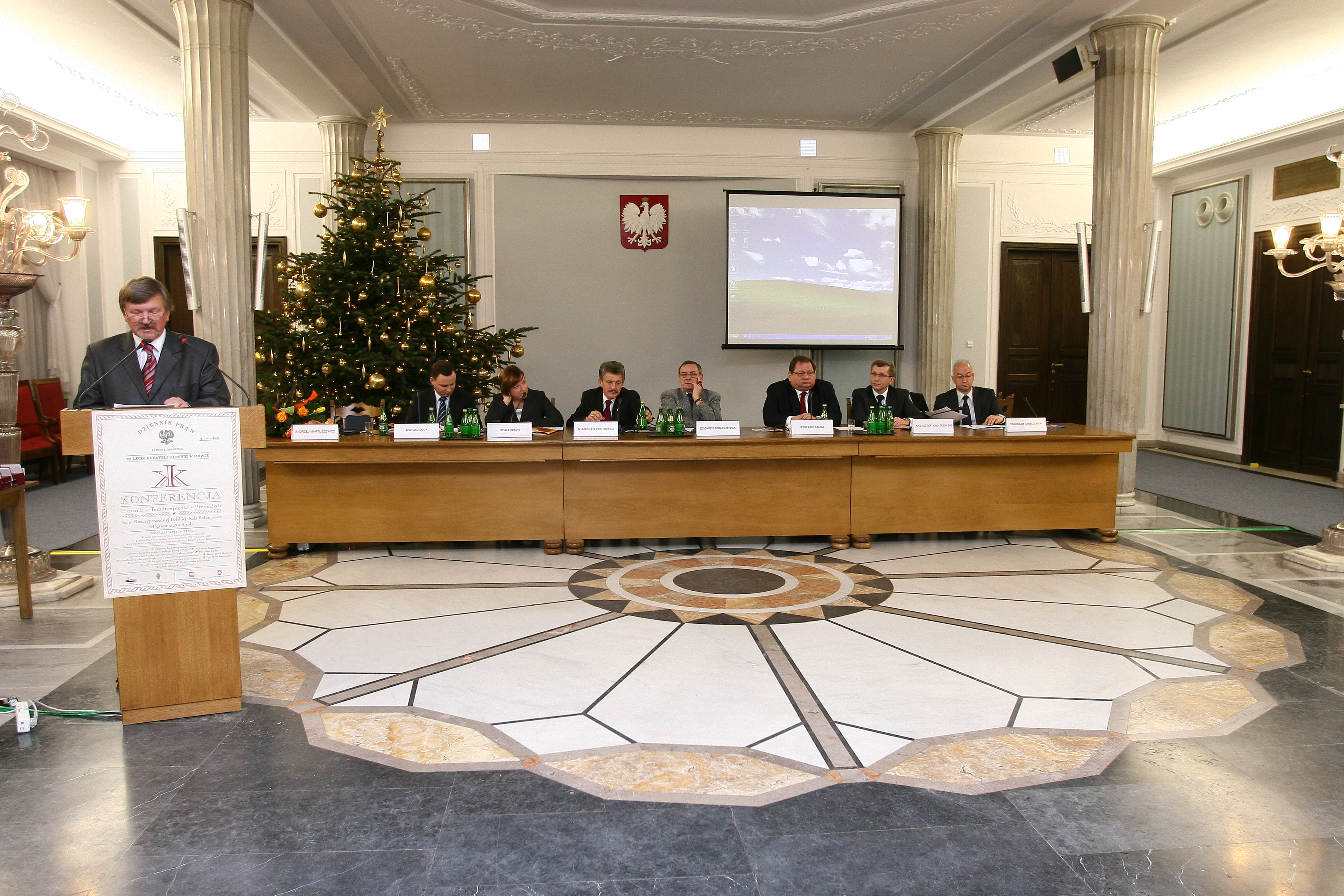
Stół prezydialny oraz jedna z kolorowych rozet wykonanych z różnych rodzajów marmuru

Sala Kolumnowa (oficjalnie Sala im. Kazimierza Pużaka) – druga co do wielkości i reprezentacyjności sala w Sejmie.

## Opis
Sala Kolumnowa powstała w czasie powojennej rozbudowy kompleksu budynków Sejmu, prowadzonej w latach 1948–1952 według projektu Bohdana Pniewskiego. Znajduje się na parterze budynku C, na lewo od Holu Głównego. Ma powierzchnię 600 m². Swą nazwę zawdzięcza symetrycznie rozstawionym stiukowym kolumnom wspierającym sufit (w dwóch rzędach po 10) ustawionych na pasach z szarego marmuru śląskiego. 
Sala jest oddzielona od Holu Głównego i prowadzącego do niej bezokiennego przedsionka metalową kratą, utrzymaną w złocisto-czarnej tonacji, zaprojektowaną we współpracy z Henrykiem Grunwaldem. Kratę wykonała dawna firma Bracia Łopieńscy. Drugie wejście prowadzi schodami ze znajdującego się nad salą Korytarza Marszałkowskiego. Marmurową posadzkę zdobią trzy kolorowe rozety z wielobarwnych marmurów (m.in. kararyjskiego, czarnego dębnickiego, czerwonego węgierskiego i Zielonej Marianny) i dolnośląskiego złocistego chalcedonu. Komponują się z nimi koliste stiukowe dekoracje na suficie z motywem liścia laurowego. Jest to najbogatsza dekoracja stiukowa we wnętrzach sejmowych.
Efektownymi elementami wnętrza są wielkie kryształowe kandelabry, wykonane według projektu Tadeusza Gronowskiego. Oprócz funkcji dekoracyjnej miały one także spełniać funkcję praktyczną – doświetlać salę, której okna wychodzą na północ. 
W porównaniu z Holem Głównym Sala Kolumnowa jest niska. Powodem była chęć właściwego wyeksponowania Bohdana Pniewskiego ogromnego plafonu, który miał znaleźć się na suficie. Ten projekt nie został jednak zrealizowany, podobnie jak plany umieszczenia na ścianach wielobarwnych tkanin.
W latach 90. do trzonów kolumn doczepiono system nagłaśniający.

## Przeznaczenie sali
Sala Kolumnowa wykorzystywana jest m.in. na posiedzenia komisji sejmowych, komisji śledczych, wysłuchania publiczne, seminaria i konferencje, a także jest miejscem posiedzeń największego w danej kadencji klubu parlamentarnego.
26 listopada 1972 w sali odbył się pokaz kolekcji Grażyny Hase z okazji dwudziestolecia Spółdzielni Pracy Przemysłu Artystycznego „Poziom“. 5 września 1982 wystawiono w niej trumnę ze zwłokami Władysława Gomułki. 17 grudnia 1982 w sali odbyło się pierwsze posiedzenie Tymczasowej Rady Krajowej Patriotycznego Ruchu Odrodzenia Narodowego (PRON).
Po przywróceniu w 1989 Senatu, izba wyższa obradowała na przemian z Sejmem w Sali Posiedzeń, a następnie przez 1,5 roku w Sali Kolumnowej. 
12 sierpnia 2010 odbyło się w niej 73. posiedzenie Sejmu VI kadencji zwołane specjalnie w celu uchwalenia dwóch ustaw związanych z usuwaniem skutków powodzi. Nie mogło się ono odbyć w Sali Posiedzeń, gdyż była ona wtedy remontowana. 
16 grudnia 2016, decyzją Marszałka Sejmu Marka Kuchcińskiego, dokończono w niej 33. posiedzenie Sejmu VIII z powodu zablokowania mównicy i fotela marszałka w Sali Posiedzeń przez część posłów opozycji protestujących przeciwko wykluczeniu przez niego z obrad posła Michała Szczerby.